# Anna Andersson (ishockeyspelare)
Anna Andersson, född 28 januari 1982 i Södertälje, är en före detta svensk ishockeyspelare.
Andersson deltog i Olympiska vinterspelen 2002 i Salt Lake City, där Sverige tog brons. I klubbsammanhang spelade hon för MB Hockey och Segeltorps IF.